# 吉田悟郎
吉田 悟郎（よしだ ごろう、1921年2月8日 - 2018年5月21日）は、日本の歴史学者。
金沢市に技術者・吉田恵一の子として生まれる。東京府立第五中学校（現東京都立小石川高等学校）卒、成城高等学校卒、1942年東京帝国大学文学部西洋史学科を学徒出陣で繰り上げ卒業、1945年敗戦で復員し、GHQで検閲の仕事をしたのち日本評論社の編集者となる。1952年東京都立広尾高等学校教諭、81年退職。大学非常勤講師として世界史を教える。歴史教育者協議会会員。

## 著書
- 『歴史認識と世界史教育』青木書店 1970
- 『歴史認識と世界史の論理』勁草書房 1970
- 『世界史の小径 世界史学習小論』実教出版 1977
- 『世界史の方法』青木書店 1983
- 『自立と共生の世界史学 自国史と世界史』青木書店 1990
- 『世界史学講義 上巻 (西欧文明形成の闇黒)』御茶の水書房 1995
- 『世界史学講義 下巻 (第三世界と世界史学)』御茶の水書房 1995

### 共編著
- 『世界歴史の図鑑』吉岡力,平田嘉三共著 小学館の学習図鑑シリーズ 1962
- 『高校生の生活と証言』鈴木亮共編 太平出版社 1968
- 「少年少女おはなし世界歴史」鈴木亮,久坂三郎共編 永井潔、箕田源二郎絵 岩崎書店

『新中国のたんじょう』1970
『第2次世界大戦』1970
『平和と独立へ』1970
『アジアの大戦』1971
『第1次世界大戦』1971
『第2次大戦はじまる』1971
『独裁者とのたたかい』1971
『ロシア革命』1971
『アジアの開国』1972
『アジアの革命』1972
『黒船きたる』1972
『たちあがるアジア』1972
『帝国主義のはじまり』1972
『産業革命』1973
『フランス革命』1973
『民族のめざめ』1973
『うごきだした世界』1974
『鎖国のアジア』1974
『東と西の出会い』1974
『ヨーロッパのめざめ』1974
『国ぐにのたんじょう』1975
『世界と日本』1975
『世界のあけぼの』1975
『ゆれうごく世界』1975
- 『パレスチナ人とユダヤ人 日本から中東をみる視点』板垣雄三共編 三省堂 1984

### 翻訳
- マリー・ノイラート『それはいったいなぜでしょう』林雄次郎共訳 日本評論社の科学の絵本 1950
- マリー・ノイラート『ものの中がみえたなら』林雄次郎共訳 日本評論社の科学の絵本 1950
- ネール『少年少女世界の歴史 12 父が子に語る世界史物語』大山聡共訳 あかね書房 1961
- ピエロ・ベントゥーラ絵 ジアン・パオロ・チェゼラーニ文 評論社 児童図書館・絵本の部屋

『コロンブスの航海』1979 ISBN 978-4566001305
『マルコ・ポーロの冒険』1980
『リビングストンの探検』1980
『クックの航海』1981
『北極探検』1981
『マゼランの航海』1981 ISBN 978-4566001350
- ピーター・シス『夢を追いかけろ クリストファー・コロンブスの物語』ほるぷ出版 1992

## 論文
- 吉田悟郎